# Panmela Castro

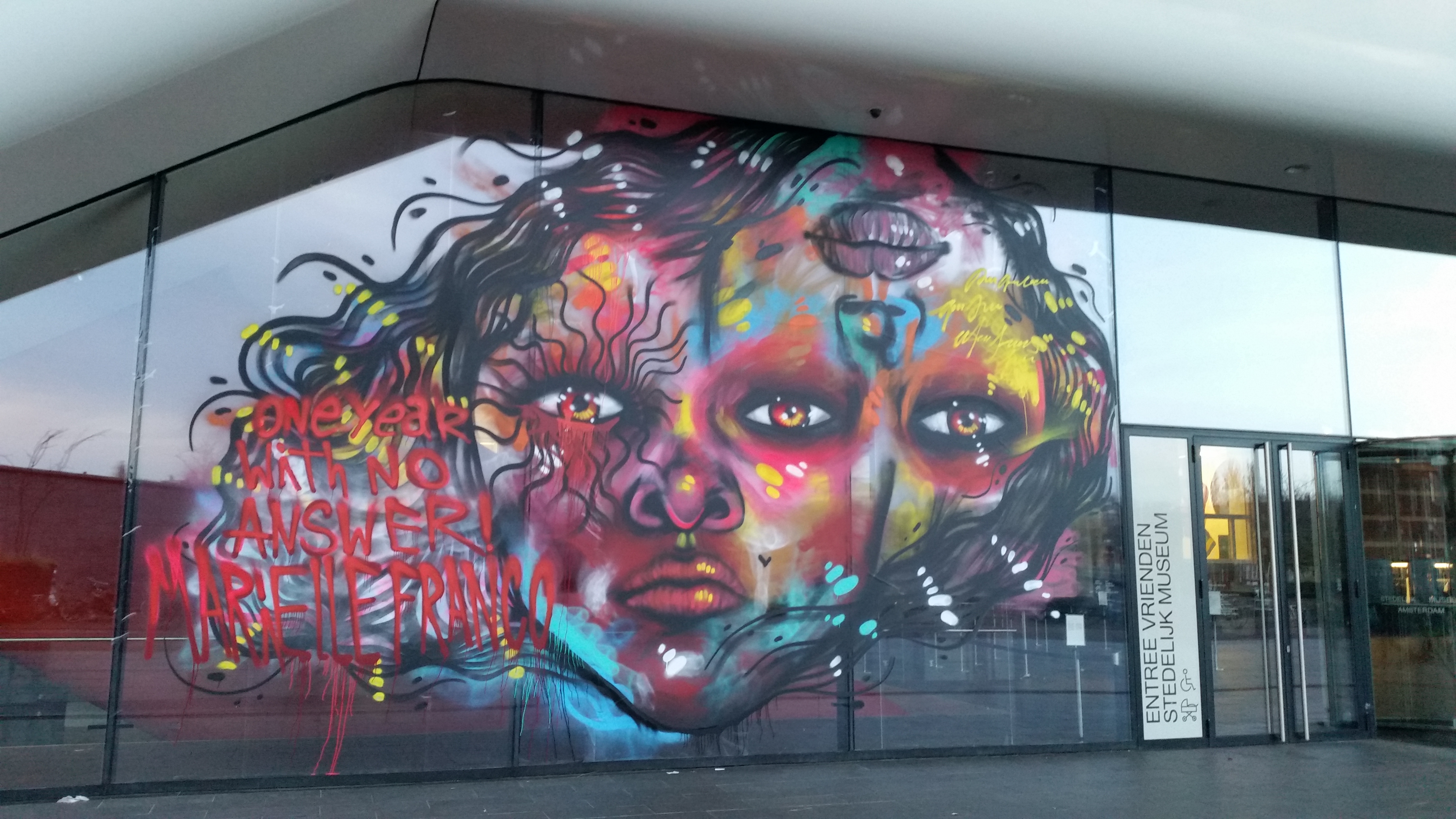
Tijdelijke muurschildering op Stedelijk Museum Amsterdam (9 maart 2019)

Panmela Castro (Rio de Janeiro, 26 juni 1981), ook bekend onder het pseudoniem Anarkia Boladona, is een Braziliaanse streetartist.
Al op jonge leeftijd kreeg Castro te maken met huiselijk geweld. Zowel zijzelf, haar moeder als haar tante(s) had(den) eronder te lijden. Ze studeerde af aan de Escola Nacional de Belas Artes van de Federale Universiteit van Rio de Janeiro (bachelor) en ging verder studeren aan de Staatsuniversiteit van Rio de Janeiro (Master of Arts).
Vrouwen werden vanaf 2006 wel beschermd door de wet Maria de Penha, maar veel vrouwen wisten niet van het bestaan van die wet, die fysiek geweld en misbruik strafbaar maakt. In haar kunstwerken, bestaande uit graffitikunst, hoopt Castro kennis over die wet te verspreiden en blijvend te protesteren tegen geweld tegen vrouwen. In haar kunst strijdt ze ook tegen genderongelijkheid, de onderdrukking van vrouwen en huiselijk geweld. Haar naam dook op in bladen als een van de invloedrijkste vrouwen op die gebieden in bladen, zoals in Newsweek. Ze was oprichter van Rede Nami, een stedelijk netwerk waarin vrouwelijke kunstenaars genderongelijkheid onder de aandacht brengen door streetart, graffiti en workshops in Rio de Janeiro. In die workshops wordt informatie verstrekt over huiselijk geweld en wordt lesgegeven in graffitikunst.
In maart 2010 nam Castro de DVF Award in ontvangst voor haar voortrekkersrol in vrouwenrechten. Het World Economic Forum noemde haar in 2013 als een van de Young Global Leaders. In dat jaar volgde ook een documentaire over haar leven.
In 2019 was Castro na een verblijf in Londen korte tijd in Nederland om een muurschildering te plaatsen op de 'badkuip' van het Stedelijk Museum Amsterdam. Het was Internationale Vrouwendag (8 maart 2019) en ze bezocht het Mama Cash Feminist-festival dat aldaar werd gehouden. De kunstenaar lichtte toe, dat ze vaak vrouwen als Siamese tweeling afbeeldt, waarbij de gezichten in elkaar overvloeien. Het werk kwam als improvisatie tot stand, zonder voorontwerp. Foutjes kan ze tijdens het proces dan zelf ook wegwerken. De schildering werd nog voorzien van een tekst ("One year with no answer") van Marielle Franco, Braziliaans feminist, omgebracht in 2018. De schildering werd aangebracht op folie, waardoor het witte ontwerp van Benthem Crouwel Architekten er bij het verwijderen van de folie net zo wit weer onder uit komt. De schildering werd in zes uur tijd in guur weer geplaatst (de verf liep hier en daar uit, omdat deze te langzaam opdroogde).